# Haakon Adotado de Tore
Haakon Adotado de Tore (em norueguês: Håkon Magnusson Toresfostre; em nórdico antigo: Þórisfóstra; 1068 - fevereiro de 1095), também conhecido como Haakon, Haquino ou Haakon filho de Magno (em nórdico antigo: Hákon Magnússon), foi rei da Noruega de 1093 até fevereiro de 1095.

Era neto de Haroldo III, filho de Magno I e irmão do rei Olavo, o Pacífico. Após a morte de Olavo, o Pacífico, foi coroado rei da Noruega em Trondheim, enquanto seu irmão, Magno, o Descalço, foi coroado em Viken. Logo ele entrou em conflito com Magno. Haakon morreu em Dovrefjell, em 1095.

Em 1090, comandou uma expedição viquingue a Biármia, no norte da Rússia.